# 허버트 소블
허버트 M. 소블(Herbert M. Sobel, 1912년 1월 26일 ~ 1987년 9월 30일)은 제2차 세계대전에 참전한 미국 육군 장교이다.
소블은 스티븐 앰브로즈가 쓴 책을 바탕으로 BBC/HBO가 제작한 미니시리즈 밴드 오브 브라더스에서 다루어졌던 미국 육군 101 공수 사단 506 공수 연대 2대대 이지 중대의 초기 지휘관이었다. 이 미니시리즈에서 미국 배우 데이비드 슈위머가 소블 대위 역할을 하였다.

## 어린 시절
뉴욕주 웨스트포인트에 있는 미국 육군 사관학교를 다녔다고 알려진 것과는 달리, 소블은 컬버 군사 학교를 다닌 뒤 의류 외판원 일을 하였다. 소블은 제2차 세계대전이 발발하고 얼마 지나지 않아 공수부대에 자원했다. 리처드 윈터스의 자서전에 기록된 윈터스와 소블의 대화를 통해 소블은 “시카고에서 거칠게 자란” 것 같으며, 이것이 소블의 이지 중대를 지휘할 때의 변덕스러운 태도와 관련이 있는 것으로 추정된다.

## 제2차 세계대전
소블은 중위로 진급한 뒤, 토코아 부대에서 이지 중대의 기초 군사 훈련을 지휘하였고, 이지 중대는 연대 내에서 최고 성적을 거두었다. 소블은 훈련교관으로서의 능력을 인정받고 대위로 진급하였다. 스티븐 앰브로즈가 쓴 책 밴드 오브 브라더스에 의하면, 토코아 부대에서의 극도로 엄격한 지휘로 인해 소블은 이지 중대의 장병들에게 미움을 받았다고 한다. 한편, 소블은 정신력이 강했음에도 불구하고, 군사 훈련 등에서 종종 체력이 부족한 모습을 보였다. 전투 지휘관으로서의 소블의 숙련도는 어딘가 치명적인 문제를 보였는데, 예를 들어서 소블은 지도를 읽는데 어려움을 보였다. 또한 소블은 군사 전술에 대한 이해력도 명백하게 형편없었다.
노르망디 상륙작전 전의 영국에서의 훈련 기간 중에, 소블 대위는 부대의 하사관들의 하극상에 의해 이지 중대의 지휘관 자리에서 물러나게 되었다. 부대의 하사관들은 소블이 실제 전투에서 많은 부하 장병들을 전사시킬 부적절한 전투 지휘를 할지도 모른다고 믿었다. 이 사건으로 인해 소블은 칠튼 폴리앗의 낙하 훈련소를 지휘하기 위해 전출되었다. 리처드 윈터스를 포함한 몇몇 장교들이 전쟁이 끝날 때까지 소블의 자리를 맡았는데, 가장 먼저 중대 지휘관 직책을 후계한 장교는 토머스 미헌 3세 중위였다.
노르망디 상륙작전 이후 소블은 전투 부대로 다시 배속되었는데, 여기서 소블은 적의 기관총 사격에 의해 부상당했다.
이지 중대가 마켓가든 작전을 맡기 조금 전, 소블은 연대 보급 장교로 다시 한번 506 공수 연대로 배속되었다.
소블은 우수한 전투 지휘관은 아니었지만, 이지 중대의 많은 퇴역 장병들은 토코아 부대에서의 소블의 혹독한 훈련이 없었으면 그들은 살아남지 못했을 것이라고 술회한다. 소블이 낙하 훈련소나 연대 보급 장교로서 능력을 보여줬다고 간주할 만한 공식적인 기록은 없다. 소블은 보병 부대를 지휘하는 것과는 판이하게 다른 능력이 필요한 이들 직책을 수행하면서 안도감을 느꼈을 것이다.

## 제2차 세계대전 이후
전쟁이 끝난 후 소블은 미국으로 돌아와서 한국 전쟁에 다시 참전하기 위해 재소집되기 전까지 회계사로 일했다. 소블이 한국에 파병되었는지 아니면 미국에 남았는지는 알려지지 않았다. 소블은 미국 일리노이주 주방위군에 남아있었으며, 그가 갑작스레 군대를 떠날 때의 계급은 중령이었다.
시카고로 돌아온 소블은 전기 관련 회사에서 회계사로 일했다. 소블은 결혼 후 이혼할 때까지 2명의 아들을 두었지만. 그 2명의 자녀마저 이혼으로 양육권을 상실한다. 1971년 자살시도를 하지만 실패하고 이후 1987년 미국 보훈병원에서 생을 마감한다.
이후 텔레비전 시리즈 밴드 오브 브라더스에서 소블이 '소심한 폭군'으로 묘사되자 소블의 아들인 마이클 소블은 자신의 아버지인 소블에 대한 대중적인 평가에 언짢아했으며 2002년 있었던 이지 중대의 모임에서 단상에 나가 허버트 소블은 좋은 아버지였다고 회상하였다. 이 연설은 청중들에게 좋은 반응을 얻었다.

## 같이 보기
- 미국 506 낙하산 보병 연대 E 중대
- 《밴드 오브 브라더스》